# Aciagrion tonsillare
Aciagrion tonsillare – gatunek ważki z rodziny łątkowatych (Coenagrionidae).